# Jaime Barroso Ramírez
Jaime Barroso Ramírez (Barcelona, 15 de maig de 1968) és un atleta i marxador català.
Com a marxador, s'especialitzà en la prova de 50 quilòmetres marxa, en la qual va participar i competir als Jocs Olímpics d'Estiu de 1992 de Barcelona, i als Jocs Olímpics d'Estiu de 1996 d'Atlanta. També participà al Campionat del Món d'atletisme de 1993, que va tenir lloc a Stuttgart, Alemanya, on aconseguí el quart lloc a la prova de 20 quilòmetres marxa. La seva millor marca en 50 quilòmetres marxa l'aconseguí el març de 1992 en una competició celebrada a Badalona, en acabar en primera posició, amb un temps de 3:48:08.